# Kriegerdenkmal 1870/71 (Kirberg)

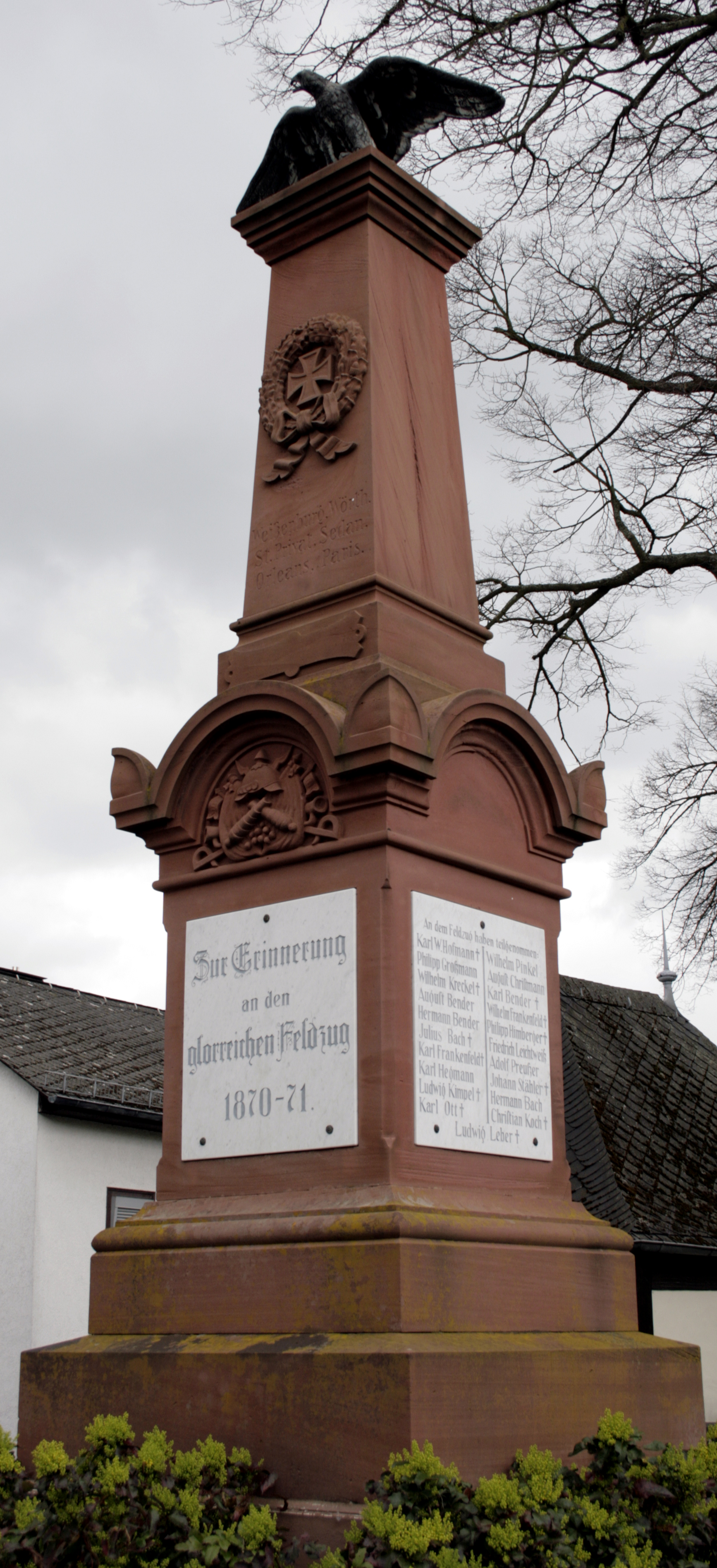
Kriegerdenkmal 1870/71 in Kirberg

Das Kriegerdenkmal 1870/71 in Kirberg, einem Ortsteil der Gemeinde Hünfelden im mittelhessischen Landkreis Limburg-Weilburg, wurde nach 1871 errichtet. Das Kriegerdenkmal am Kirchplatz bei der evangelischen Kirche ist ein geschütztes Kulturdenkmal. 
Das Denkmal aus Sandstein wurde vom Kriegerverein Kirberg zum Gedenken und zur Ehrung der Soldaten des deutsch-französischen Krieges von 1870/71 errichtet. 
Der Aufbau aus Sockel und Pylon sowie die verschiedenen Embleme, Ehrenzeichen und Reichsadler entsprechen dem üblichen Schema der Kriegerdenkmäler dieser Zeit. Unter dem Lorbeerkranz mit Eisernem Kreuz werden auch die wichtigsten Kriegsschauplätze Paris, Orléans, Wörth und Sedan aufgeführt.